# Estado paria

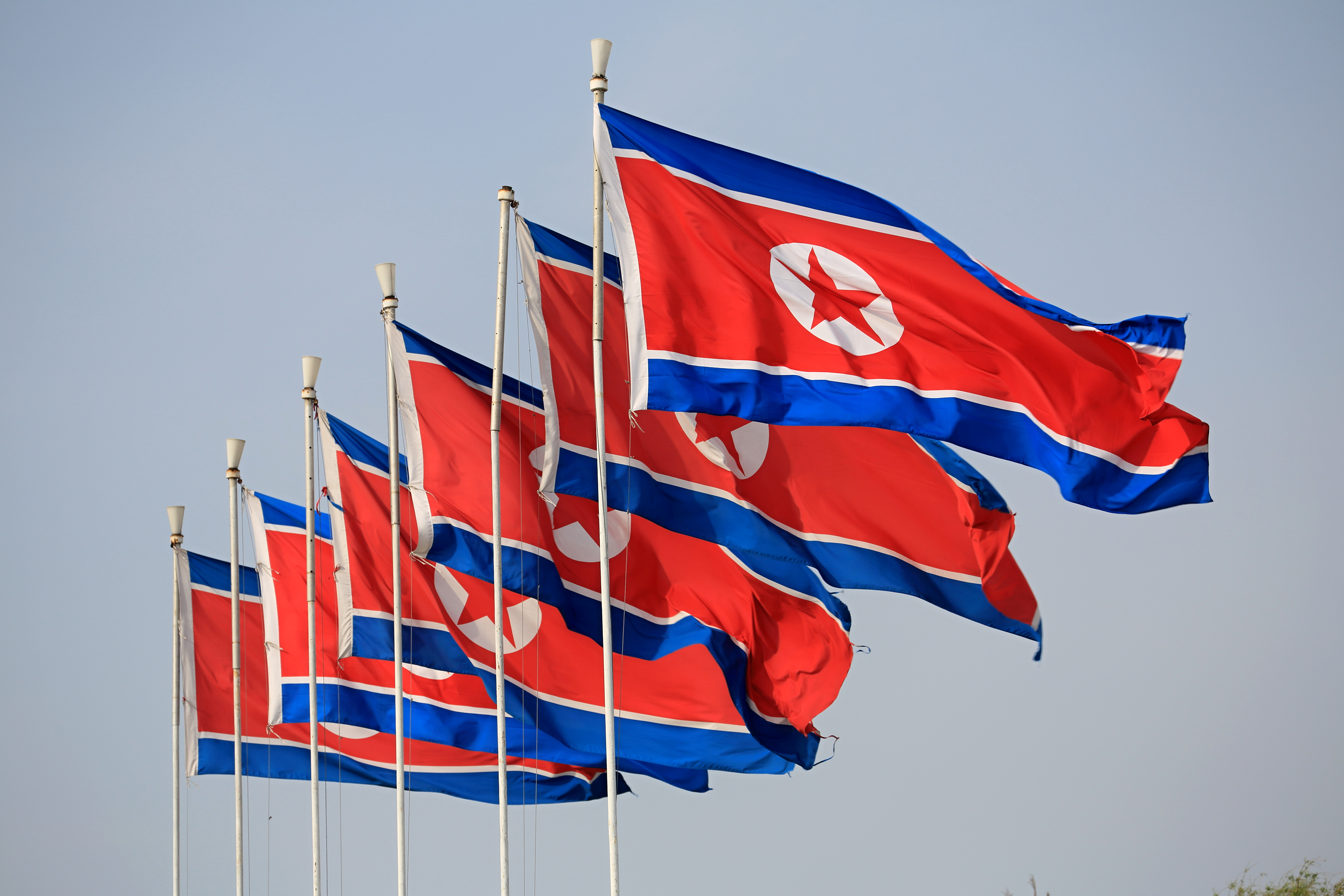
Corea del Norte es considerado actualmente por Estados Unidos como el principal Estado paria por los constantes roces y amenazas de ataque mutuo.

Un Estado paria es aquel cuya conducta es considerada como fuera de las normas internacionales de comportamiento.

## Definiciones
Harkavy define el Estado paria como aquel caracterizado por «aislamiento diplomático precario, ausencia de sensación de seguridad, apoyo de seguridad creíble o relaciones políticas con estructuras de alianzas de gran poder, y ser los objetivos de oprobio obsesivo e implacable y la censura en los foros internacionales como las Naciones Unidas». Como no hay una definición definitiva de Estado paria, el término ha sido aplicado a diferentes Estados en diferentes momentos y se suele designar a un país como tal con propósitos políticos.
A día de hoy el término se suele usar con mayor frecuencia para referirse a Estados que apoyan el terrorismo y persiguen el desarrollo de armas de destrucción masiva violando acuerdos internacionales.

## Etimología
La palabra paria deriva de paraiyar (tamborero), un gran grupo tribal del estado indio de Tamil Nadu. Bajo el sistema de castas, los paraiyar eran miembros de la casta más baja, a los que los gobernantes imperiales británicos llamaban descastados.
Desde su primer uso registrado en idioma inglés en 1613, las culturas de todo el mundo han aceptado el término paria para significar descastado o fuera de casta.

## Lista
En algunos momentos del pasado, los siguientes Estados han sido etiquetados como parias por el sistema internacional. A algunos aún se les considera como tales en el presente:
| - Afganistán - Albania - Arabia Saudita - Argentina (durante la dictadura militar) - Bielorrusia - Birmania (Myanmar, durante la dictadura y el gobierno de la junta militar) así como actualmente - Brasil (durante la dictadura militar) - Camboya - Chile (durante el régimen militar) - República Popular China - República de China - Corea del Norte - Corea del Sur - Cuba - España - Eritrea - Guinea Ecuatorial - Haití - Irán | - Irak[cita requerida] - Israel - Liberia - Libia - Pakistán - Paraguay (durante la dictadura militar) - Perú (ocurrido a final del gobierno de Alan García y en el tercer mandato de Alberto Fujimori) - Rusia (desde la invasión a Ucrania de 2022) - Siria - Sri Lanka - Sudáfrica - Sudán - Turkmenistán - Uganda - Uzbekistán - Venezuela - Zaire (ahora República Democrática del Congo) - Zimbabue |